# International Council of Museums
International Council of Museums, ICOM, är en internationell organisation för museer som grundades 1946.
ICOM stöder sina medlemmar i deras arbete att bevara, vårda och förmedla kulturarvet. Organisationen har fler än 32 000 medlemmar och är uppbyggd av ett hundratal nationella kommittéer (122 stycken i juni 2020). ICOM har sitt säte i Unesco-huset i Paris och är rådgivande till Unesco.

## Etisk kod
ICOM arbetar med policyarbete och riktlinjer för hur museer ska utformas, ledas och hur samlingar ska hanteras. ICOM:s etiska kod The ICOM Code of Ethics for Museums är en internationellt respekterad kod som medlemmarna förbinder sig att följa. Koden som antogs 1986 och reviderades 2004 behandlar de olika etiska frågeställningar museer ställs inför vid anskaffning, gallring och vård av föremål samt när föremål visas. 
Den etiska koden omfattar även museernas roll i samhället, de intressekonflikter museer och museiverksamma kan hamna i samt vilket förhållningssätt museiverksamma och huvudmän har att iaktta i sin verksamhet. Koden är att se som en minimistandard och är uppbyggd av ett antal principer som följs av riktlinjer där önskvärd professionell praxis presenteras. ICOM:s etiska kod är översatt till de flesta medlemsspråken.

## Svenska ICOM
Svenska ICOM är den äldsta av ICOM:s nationella kommittéer[källa behövs] och har (2019) 119 institutionella medlemmar samt 835 individuella medlemskap.